# Substituție radicalică
În chimie organică, substituția radicalică (SR) este un tip de reacție organică de substituție în care sunt implicați intermediarii radicalici.

## Etape
Cele trei etape generale ale unei substituții radicalice (înlănțuite) sunt:
- Inițierea: se face cu ajutorul unor promotori (peroxizi, radiații UV), iar radicalii se formează din molecule neutre prin homoliză (2,3)
- Propagarea: au loc reacții dintre radicali și molecule neutre cu obținerea de noi specii radicalice (4,5)
- Întreruperea: ultimii radicali disponibili se consumă prin reacția dintre aceștia (6,7)

## Reacții
De obicei, reacțiile de substituție radicalică sunt folositoare pentru obținerea de compuși halogenați, dar la alcani se pot obține prin acest mecanism nitroderivați (prin nitrare), acizi alcansulfonici (prin sulfoclorurare, sulfoxidare), etc. De asemenea, reacțiile de autoxidare (întâlnite la eteri) sunt substituții radicalice prin care se obțin peroxizi și hidroperoxizi, compuși toxici.
Alte reacții de substituție radicalică sunt:
- Reacția Hunsdiecker-Borodin, de transformare a carboxilaților de argint în compuși halogenați